# Åre
Åre (slovensko tudi Aare, švedska izgovorjava: [²oːrɛ], tudi švedsko Åresjön, dob. 'Jezero Åre') je naselje in eno od vodilnih skandinavskih smučarskih letovišč, ki stoji v občini Åre, Okraj Jämtland, Švedska. Leta 2018 je imel 3200 prebivalcev. Ob tem ni glavno mesto občine, temveč ima to vlogo bližnji Järpen.
Mesto stoji ob severni obali jezera Åresjön, nad njim pa se dviga 1420 m visoka gora Åreskutan, na pobočjih katere je urejeno znano smučišče, ki občasno služi kot prizorišče mednarodnih zimskošportnih prireditev najvišjega ranga. Med drugim je tu v letih 1954, 2007 in 2019 potekalo svetovno prvenstvo v alpskem smučanju.
Turizem predstavlja četrtino občinskega gospodarstva, poleg smučanja je razvita predvsem ponudba možnosti za kolesarjenje. Z razvojem turizma so bili zgrajeni hoteli in izboljšana infrastruktura za rekreacijo ter nakupovanje na tem območju.

## Zgodovina
V 12. stoletju je bila zgrajena stara cerkev v Åreju. Sveti Olaf je zgodovinska osebnost, ki je vplivala na vas in skozi stoletja so romarji na poti v Trondheim prehajali skozi vas. Sredi 17. stoletja so se naselili Sami, da bi izkoristili dobre pašnike za severne jelene. V 18. in 19. stoletju so bili rudniki bakra v Fröåju pomembna panoga. Turizem se je začel razvijati z vzpostavitvijo železnice leta 1882, prvi Grand Hotel v Åreju pa je bil zgrajen leta 1896. Kralja Švedske in Norveške sta od 19. stoletja v rekreacijske namene prihajala v Åre in Storlien.

## Geografija
Åre leži v Åredalenu (dolina Åre), približno 400 metrov nadmorske višine ob obali jezera Åresjön. Skozi Åre potekata evropska pot E14 in železnica Mittbanan, ki povezujeta večji mesti Östersund in Trondheim.
Åre ima subarktično podnebje (Dfc).

## Turizem
Turizem v Åreju se je začel leta 1882, ko je kralj Oskar II. Švedski nadzoroval gradnjo železnice Östersund–Trondheim. S to novo železnico je veliko ljudi prišlo v Åre, da bi se nadihali svežega zraka in se sprehodili do vrha Åreskutana. Kmalu so postali znani kot 'zračni gostje' (švedsko luftgäster).
Hotela ni bilo, a je Albin Wettergren leta 1888 ob železniški postaji odprl restavracijo. Leta 1891 se je odprla turistična postaja Åre in v vas je privabilo še več gostov.
Gospa iz Östersunda je v naraščajočem turizmu videla odlično priložnost za odprtje hotela in to storila leta 1895. Imenoval se je Hotell Åreskutan. Albin Wettergren je tudi odprl hotel (Grand Hotell). To je bilo le nekaj od vseh hotelov, ki so bili ustanovljeni v Åreju.
Leta 1910 je bila zgrajena vzpenjača Åre Bergbana, tretja na Švedskem po Skansens Bergbana v Stockholmu (1898) in tisti v Kiruni (1907). To je bil za letalske goste bolj priročen način za dosego vrha Åreskutana.
Leta 2008 se je na vrhu hriba Förberget odprl hotel Copperhill Mountain Lodge. Zasnoval ga je ameriški arhitekt Peter Bohlin in je edini gorski hotel v Skandinaviji, ki se imenuje Design Hotel.

### Znamenitosti na prostem
Åre je od 1990-oh postal največje gorskokolesarsko središče na Švedskem. Leta 1999 je gostil svetovno prvenstvo UCI v gorskem kolesarstvu in trialih, leta 2007 pa je gostil nordijska prvenstva. Na voljo je veliko razvrščenih kolesarskih poti za spust. Kolesarski park Åre je odprt od 1. maja do 15. oktobra in gosti festival Mayhem.
Poleti se v Åreju lahko ukvarjajo tudi s pohodništvom, jadralnim padalstvom, kajakaštvom in golfom, ki je oddaljeno približno 15 minut od vasi. Vsako leto julija v Åreju poteka tekmovanje v več športih – Åre Extreme Challenge. Šteje se za skandinavsko prvenstvo v več športih.
Leta 2008 je bil Åre na seznamu revije Condé Nast Traveller imenovan za eno od desetih najboljših smučišč na svetu.

- Žičnica Åre
- Osrednji trg v Åreju

## Zimski dogodki
Smučišče Åre je s pomočjo Åreskutana postalo glavno središče alpskega smučanja na Švedskem, saj ima več kot 30 sodobnih žičnic. Leta 1954, 2007 in 2019 je gostilo svetovno prvenstvo v alpskem smučanju, skozi leta pa je gostilo več kot 100 dogodkov svetovnega pokala v alpskem smučanju. 9. in 10. marca 2012 je na slalomski progi Slalombacken blizu središča vasi potekal svetovni pokal v prostem slogu, 18. februarja 2020 pa je na istem mestu potekala sprint tekma svetovnega pokala v teku na smučeh.

### Zimske igre specialne olimpijade 2021
Åre je bil skupaj z Östersundom prvotno izbran za gostitelja svetovnih zimskih iger specialne olimpijade 2021. To bi bila prva priložnost, da Švedska gosti specialno olimpijado. Vendar pa zaradi različnih težav, vključno s pomanjkanjem financiranja, dogodek 19. decembra 2019 ni potekal na Švedskem. Namesto tega je bil v Kazanu v Rusiji in je bil prestavljen na leto 2022.

### Zimske olimpijske igre
Åre je bil prizorišče alpskih disciplin v osmih neuspešnih švedskih kandidaturah za gostiteljstvo zimskih olimpijskih iger, vključno z leti 1984, 1988, 1992, 1994, 1998, 2002, 2022 in 2026. To je zato, ker ima Åre edino progo na Švedskem, primerno za vrhunske spuste.